# 興安省
興安省（こうあんしょう）は、中華民国にかつて存在した省。中国東北部の北西に位置する。

## 地理
興安省は北はソビエト連邦、西は蒙古地方、南は遼北省、東は黒竜江省及び嫩江省に接していた。
大興安嶺中部に位置し、東部は東北平原、西部は蒙古高原に繋がっている。省内の主要河川には嫩江、額爾古納河、克魯倫河があり、また呼倫湖、貝爾湖等などの水系に恵まれていた。

## 歴史
1945年8月14日、ソ連軍により婦女子を主とする1000名以上の日本人居留民が虐殺された葛根廟事件が起こされた。1945年（民国34年）、日本の敗戦に伴い満洲国は崩壊、満洲国は中華民国により接収された。。
1946年（民国35年）6月5日、国民政府は東北9省の行政区域を発表。満洲国興安総省の北部には興安省が設置され1市7県11旗を管轄したが、国共内戦により既に中国共産党軍の支配下にあった興安省の行政機構は大部分が実施されず、実際には革命根拠地としての行政機構が運営されていた。中華人民共和国が成立すると1949年に興安省の廃止が決定され、内モンゴル自治区に編入された。

## 行政区画
- ハイラル市
- 呼倫県
- 奇乾県
- 室韋県
- 布西県
- 索倫県
- 新バルグ左翼旗（新巴爾虎左翼旗）
- 新バルグ右翼旗（新巴爾虎右翼旗）
- 陳バルグ旗（陳阿爾虎旗）
- エルグネ左翼旗（額爾古納左翼旗）
- エルグネ右翼旗（額爾古納右翼旗）
- バヤン旗（巴彦旗）
- モリンダワ旗（莫力達瓦旗）
- ブトハ旗（布特哈旗）
- アロン旗（阿栄旗）
- シジャガル旗（喜扎嘎爾旗）